# 카슈미르고추
카슈미르고추(힌디어: कश्मीरी मिर्च 카슈미리 미르치)는 카슈미르 지역에서 재배되는 대표적인 재배종 고추이다. 북인도의 잠무 카슈미르 및 히마찰프라데시 등에서 재배되며, 강렬한 붉은색을 띠는 고춧가루가 인도 요리에 흔히 쓰인다.

## 사진

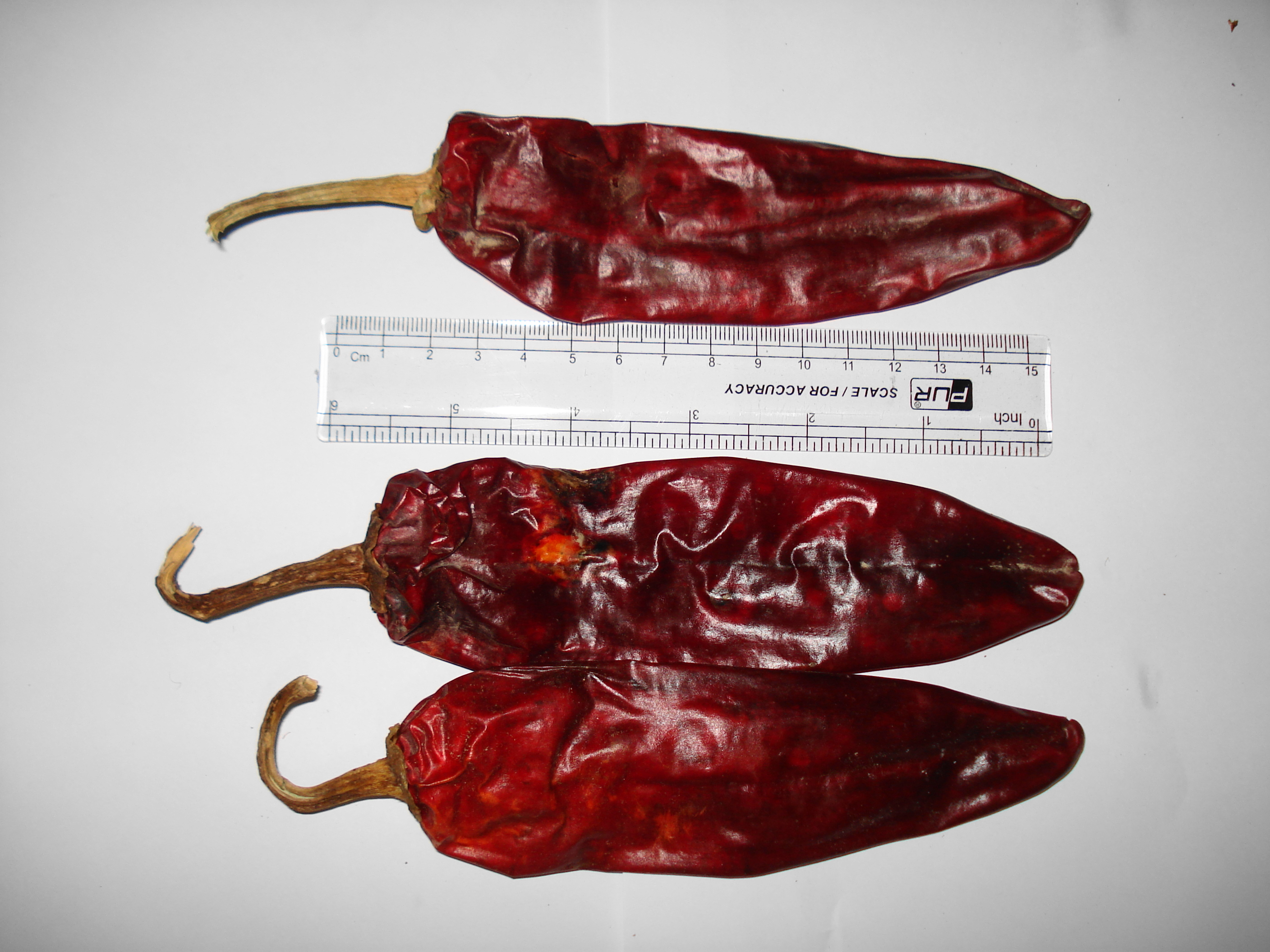
건고추